# Bar'am
Bar'am (hebrejsky בַּרְעָם, anglicky Bar'am) je vesnice typu kibuc v Izraeli, v Severním distriktu, v Oblastní radě ha-Galil ha-Eljon (Horní Galilea).

## Geografie
Leží cca 23 kilometrů severozápadně od břehů Galilejského jezera, v nadmořské výšce 725 metrů na severním okraji Horní Galileji, na náhorní plošině na hranici s Libanonem. Severně od obce začíná vádí Nachal Bar'am, které pak směřuje k východu, kde ústí do hlubokého kaňonu Nachal Dišon. Severovýchodně od vesnice, za korytem Nachal Bar'am, leží vyvýšený masiv Ramat Bar'am. Krajina jižně a jihozápadně od obce byla od 50. let 20. století osázena lesním komplexem les Bar'am, který dosahuje rozlohy okolo 10 kilometrů čtverečních.
Vesnice se nachází cca 12 kilometrů severozápadně od města Safed, cca 125 kilometrů severovýchodně od centra Tel Avivu a cca 50 kilometrů severovýchodně od centra Haify. Je situována v zemědělsky intenzivně využívaném pásu. Bar'am obývají Židé, přičemž osídlení v tomto regionu je převážně židovské. Výjimkou je vesnice Richanija cca 5 kilometrů východním směrem, kterou obývají izraelští Čerkesové. Hornatý region centrální Galileji, ve kterém mají demografickou převahu izraelští Arabové, leží dále k jihu a jihozápadu.
Bar'am je na dopravní síť napojen pomocí lokální silnice číslo 899, která sleduje izraelsko-libanonskou hranici.

## Dějiny

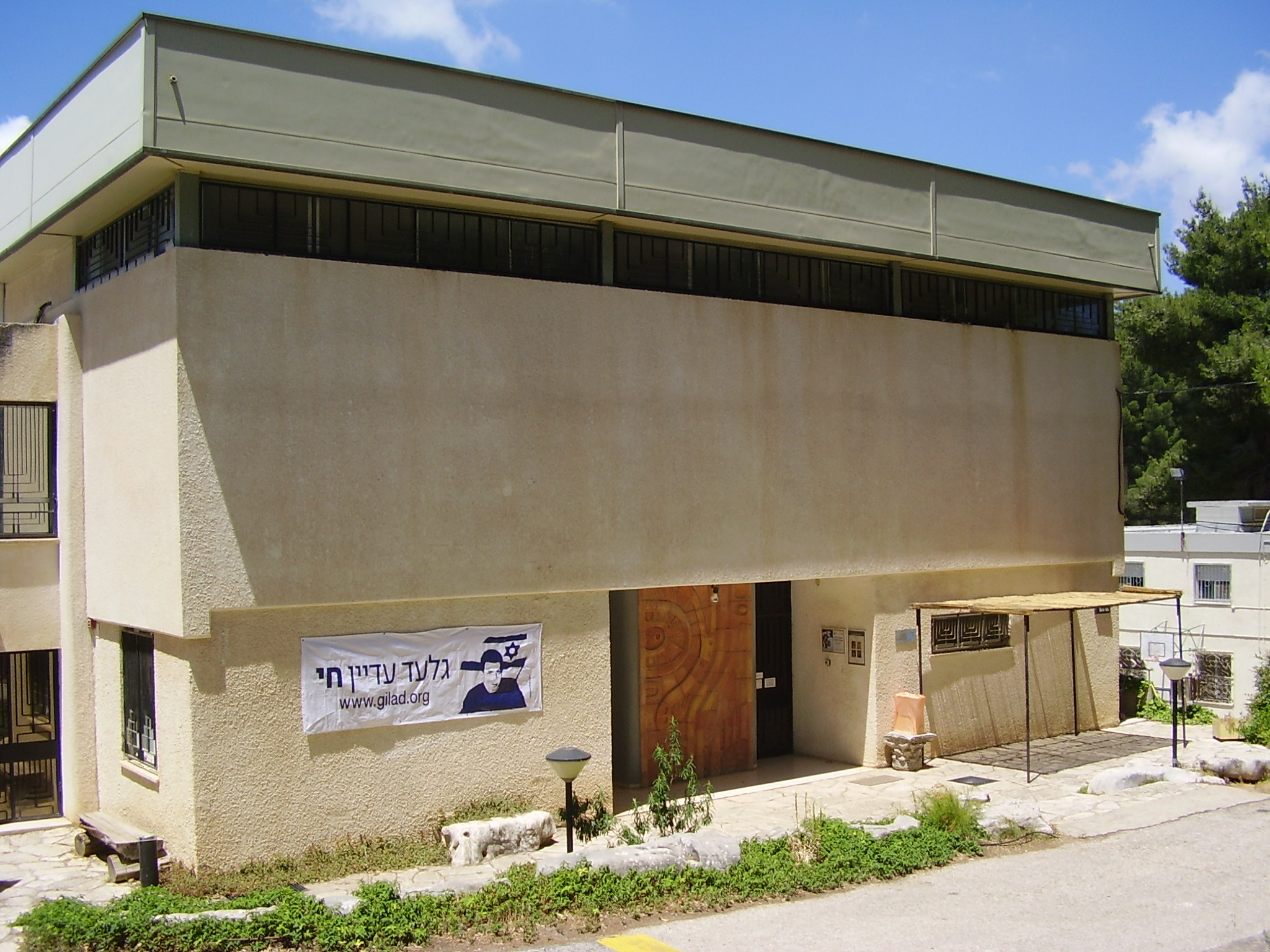
Muzeum v Bar'am

Bar'am byl založen v roce 1949. Na jeho místě se rozkládalo ve starověku židovské sídlo Kfar Bar'am (כפר ברעם) zmiňované v Talmudu a Mišně. Ve středověku na jejím místě stála vesnice Kafr Bir'im osídlená křesťanskými Araby.
Kafr Bir'im měla roku 1931 554 obyvatel a 132 domů. V roce 1948 zde žilo 824 lidí v 196 domech. Vesnice byla v listopadu 1948, během Operace Hiram v rámci války za nezávislost dobyta izraelskými jednotkami.
Obyvatelé Kafr Bir'im byli v průběhu války za nezávislost vystěhováni, ale bylo jim slibováno, že jde jen o dočasné opatření. Ve skutečnosti se ale do vesnice už nikdy nemohli vrátit a žijí v jiných arabských obcích v Izraeli. Trvale požadují návrat do svých původních domovů. Zástavba jejich obce byla mezitím roku 1953 zbořena až na budovu kostela. Ostatní domy jsou v současnosti v troskách a zarůstají vegetací. V červenci 1972 izraelská vláda rozhodla, že obyvatelé Kafr Bir'im a další podobně vysídlené arabské vesnice Ikrit se nesmějí vrátit.
Novověké židovské osídlení zde vzniklo v květnu 1949 (podle jiného zdroje v červnu 1949 ). Kibuc Bar'am stojí cca 2 kilometry severovýchodně od pozůstatků starověkého Kfar Bar'am a trosek arabského Kafr Bir'im. Zakladateli kibucu byli bývalí členové jednotek Palmach, kteří bojovali během války za nezávislost v tomto regionu.
Kibuc si udržuje nadále vysokou míru kolektivního hospodaření a života. Teprve v roce 1997 bylo zrušeno společné ubytování dětí mimo jejich rodiny. Ekonomika obce je založena na zemědělství, průmyslu (firma na výrobu zdravotnických nástrojů) a turistickém ruchu (místní muzeum a zbytky starověkého židovského sídla Kfar Bar'am.
V kibucu fungují zařízení předškolní péče. Základní a střední školství je v kibucu Sasa. Je zde lékařská ordinace, obchod, poštovní úřad, veřejná knihovna a sportovní areály.

## Demografie
Obyvatelstvo kibucu Bar'am je sekulární. Podle údajů z roku 2014 tvořili naprostou většinu obyvatel v kibucu Bar'am Židé - cca 500 osob (včetně statistické kategorie "ostatní", která zahrnuje nearabské obyvatele židovského původu ale bez formální příslušnosti k židovskému náboženství, cc 600 osob).
Jde o menší sídlo vesnického typu s dlouhodobě mírně rostoucí populací. K 31. prosinci 2014 zde žilo 575 lidí. Během roku 2014 populace stoupla o 1,6 %.
| Rok            | 1961 | 1972 | 1983 | 1995 | 2001 | 2003 | 2004 | 2005 | 2006 | 2007 | 2008 | 2009 | 2010 | 2011 | 2012 | 2013 | 2014 |
| -------------- | ---- | ---- | ---- | ---- | ---- | ---- | ---- | ---- | ---- | ---- | ---- | ---- | ---- | ---- | ---- | ---- | ---- |
| Počet obyvatel | 173  | 311  | 407  | 452  | 491  | 474  | 462  | 481  | 479  | 495  | 504  | 548  | 578  | 575  | 572  | 566  | 575  |